# Dogpatch USA
Dogpatch USA est un parc à thème abandonné situé entre les villes de Harrison et Jasper en Arkansas (USA) dans une zone aujourd'hui appelée Marble Falls (Chutes de marbre). Le parc ouvrit au public en 1968 avec pour thème le dessin animé Li'l Abner inventé par le réalisateur Al Capp et dont l'histoire se déroule dans une ville nommée Dogpatch.
Dogpatch USA fut un succès commercial dans ses premières années d'exploitation. Les financiers furent optimistes en l'avenir du parc et continuèrent son expansion. C'est ainsi que fut ouvert un autre parc à côté qui lui s'appelait Marble Falls et qui consistait en un complexe skiable et un centre de convention. 
Cependant, les années qui suivirent furent plus difficiles et le parc connut de nombreux problèmes financiers. Le parc changea plusieurs fois de propriétaires avant de fermer définitivement en 1993. Depuis cette date, le complexe s'est petit à petit dégradé et, n'ayant pas été détruit, est désormais devenu un parc fantôme.
L'ancien gouverneur de l'Arkansas Orval Faubus fut directeur du parc en 1969. 

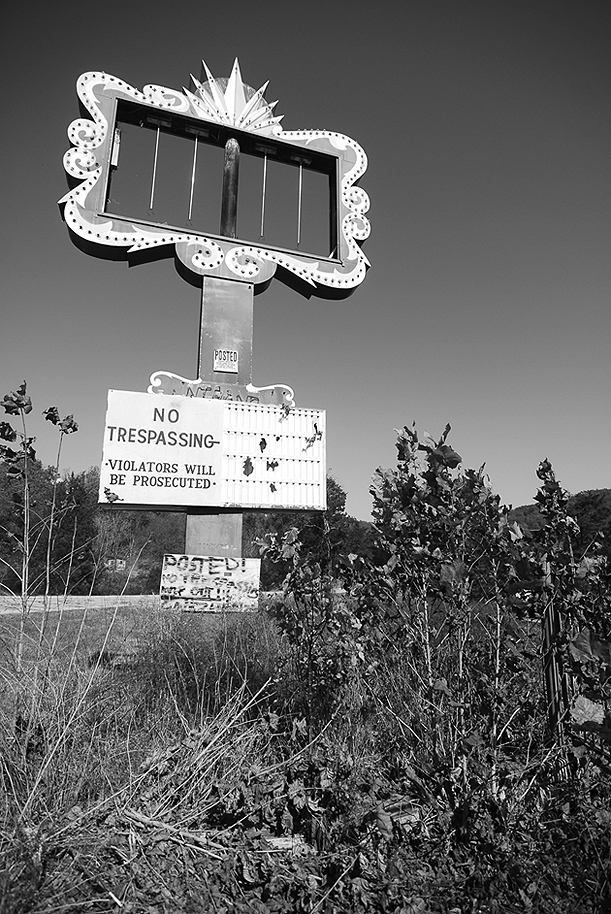
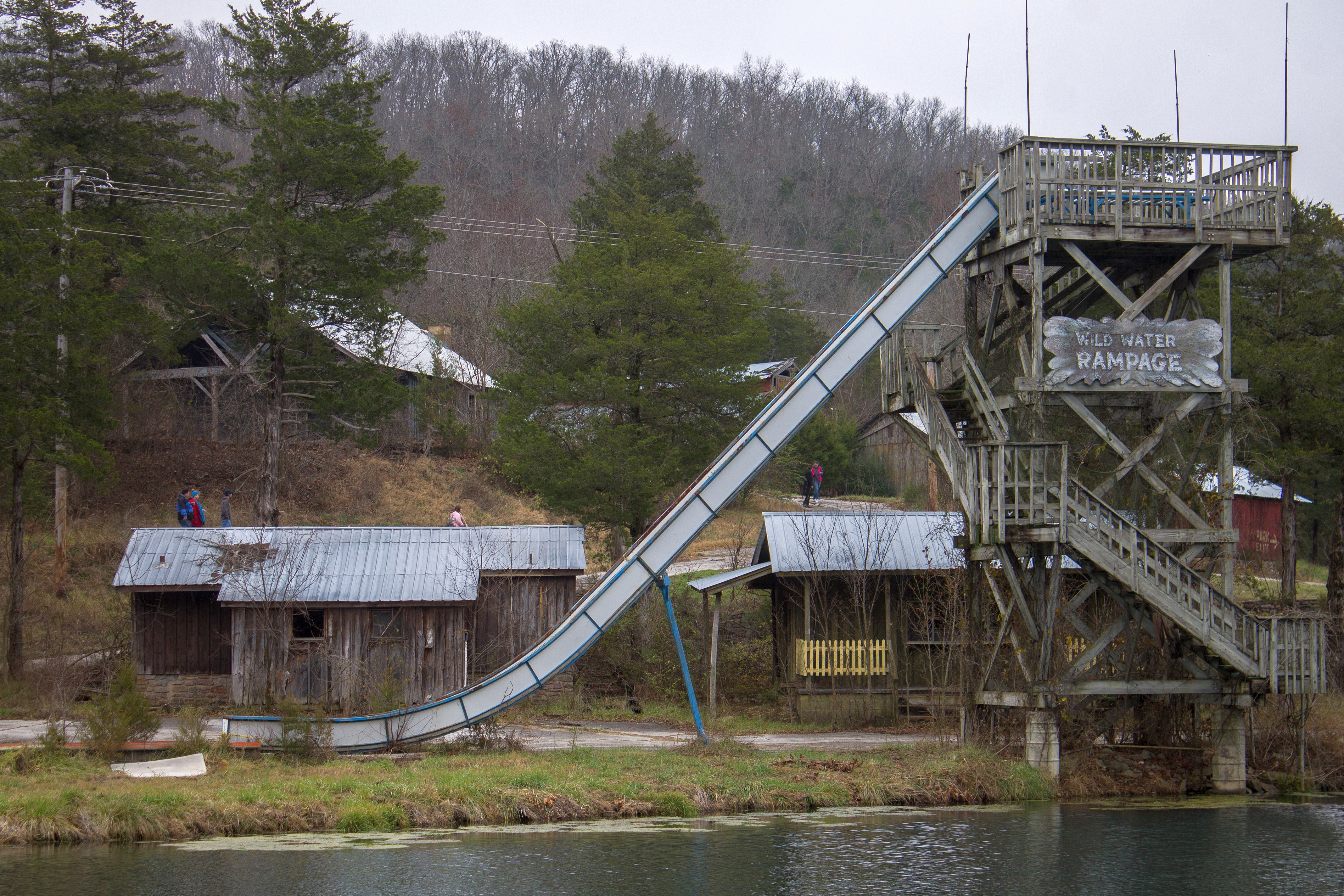
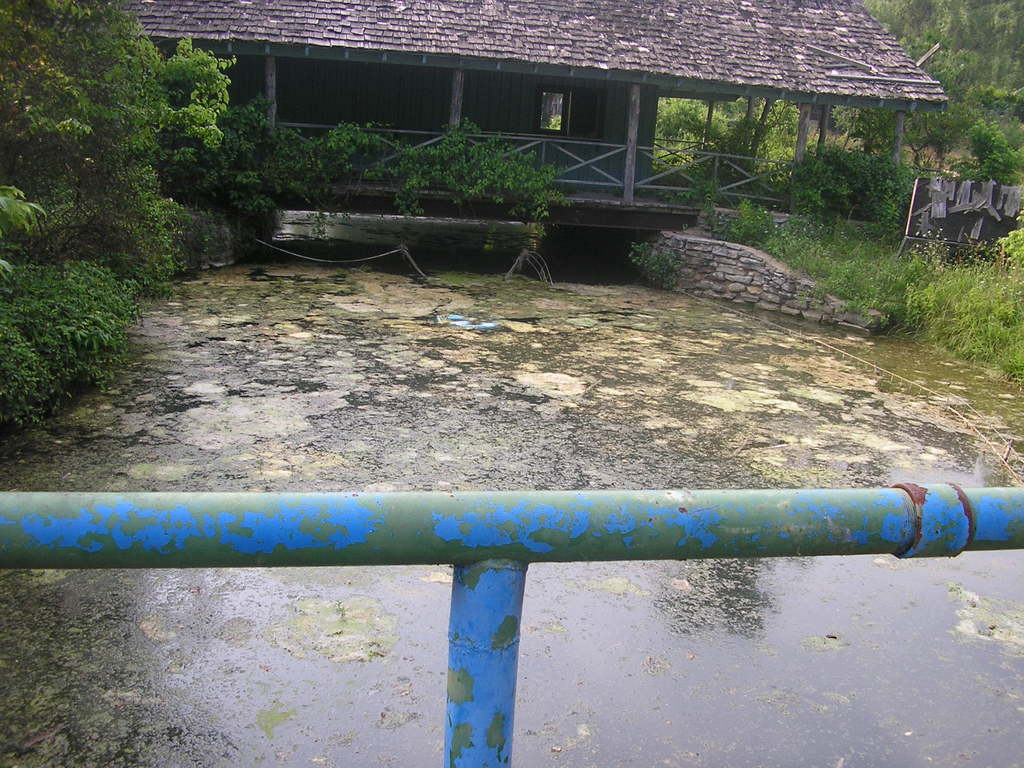